# Домета
Домета (Добета) е български болярин от 80-те години на 9 век. През 886 г. бил изпратен от княз Борис-Михаил за комит (управител) на областта Кутмичевица в днешна южна Албания. Според биографа на Климент Охридски новоназначеният комит бил длъжен да помага с всички сили на учителя в неговата благородна просветителска и християнизаторска мисия. Борис наредил на Домета да предаде на Климент три сгради, които се отличавали със своя разкош, за да бъдат използвани за училища.
Центърът на управляваната от Домета област бил в град Девол, днес в Южна Албания.
Името на Домета носи морският нос Домета на полуостров Байърс на остров Ливингстън, Южни Шетлъндски острови, Антарктика.